# Farmaco-epidemiologie
Farmaco-epidemiologie is het vakgebied waarbinnen wordt bestudeerd in welke mate geneesmiddelen leiden tot het ontstaan of de verergering van ziekten. Op grond van dit soort kennis kan, zo is de bedoeling, het medicijngebruik beter bewaakt worden. 
Een voorbeeld is het onderzoek aan het gebruik van de anticonceptiepil. In een aantal gevallen leidde anticonceptie met deze pil tot verhoogde kans op ziekten. Op grond van dit inzicht zijn richtlijnen gekomen. Onderzoek in de farmaco-epidemiologie vindt aan verschillende universiteiten plaats. Ook in onderwijsprogramma's heeft het een plaats.